# Robert Guérin
Robert Guérin, född 28 juni 1876, död 19 mars 1952, var en fransk journalist och fotbollsfunktionär som var Fifas första president. Han var även förbundskapten för Frankrikes fotbollslandslag mellan 1904 och 1906.